# Canton Charge 2013-2014
La stagione 2013-14 dei Canton Charge fu la 13ª nella NBA D-League per la franchigia.
I Canton Charge arrivarono secondi nella East Division con un record di 28-22. Nei play-off persero i quarti di finale con i Sioux Falls Skyforce (2-1).

## Roster
| N° | Naz.                   | Ruolo | Sportivo         | Anno | Alt. | Peso |
| -- | ---------------------- | ----- | ---------------- | ---- | ---- | ---- |
| 2  | Stati Uniti (bandiera) | G     | Anthony Harris   | 1985 | 188  | 86   |
| 3  | Stati Uniti (bandiera) | G     | Brandon Paul     | 1991 | 193  | 91   |
| 4  | Stati Uniti (bandiera) | A     | Gilbert Brown    | 1987 | 198  | 98   |
| 9  | Stati Uniti (bandiera) | G     | Remon Nelson     | 1990 | 175  | 79   |
| 13 | Stati Uniti (bandiera) | G     | Antoine Agudio   | 1985 | 191  | 84   |
| 14 | Stati Uniti (bandiera) | G     | William Buford   | 1990 | 196  | 98   |
| 14 | Stati Uniti (bandiera) | G     | Zane Johnson     | 1989 | 198  | 95   |
| 14 | Stati Uniti (bandiera) | C     | Henry Sims       | 1990 | 208  | 111  |
| 15 | Messico (bandiera)     | G     | Jorge Gutiérrez  | 1988 | 191  | 88   |
| 17 | Russia (bandiera)      | GA    | Sergej Karasëv   | 1993 | 201  | 89   |
| 21 | Stati Uniti (bandiera) | A     | Kevin Jones      | 1989 | 203  | 114  |
| 22 | Stati Uniti (bandiera) | G     | Robert Hite      | 1984 | 188  | 83   |
| 22 | Stati Uniti (bandiera) | G     | Kyle Randall     | 1991 | 185  | 79   |
| 23 | Stati Uniti (bandiera) | G     | Bo Spencer       | 1989 | 185  | 86   |
| 23 | Nigeria (bandiera)     | G     | Ben Uzoh         | 1988 | 191  | 93   |
| 24 | Stati Uniti (bandiera) | GA    | Rashad Anderson  | 1983 | 196  | 102  |
| 24 | Stati Uniti (bandiera) | G     | Will Cherry      | 1991 | 183  | 84   |
| 32 | Stati Uniti (bandiera) | A     | Tyrell Biggs     | 1986 | 203  | 109  |
| 32 | Polonia (bandiera)     | A     | Olek Czyż        | 1990 | 203  | 109  |
| 33 | Stati Uniti (bandiera) | A     | Shane Edwards    | 1987 | 201  | 100  |
| 34 | Stati Uniti (bandiera) | A     | Michael Lee      | 1986 | 206  | 98   |
| 34 | Stati Uniti (bandiera) | A     | Steve Weingarten | 1988 | 203  | 98   |
| 42 | Stati Uniti (bandiera) | G     | Carrick Felix    | 1990 | 198  | 92   |
| 44 | Ucraina (bandiera)     | C     | Kyrylo Fesenko   | 1986 | 216  | 127  |
| 50 | Stati Uniti (bandiera) | AC    | Arinze Onuaku    | 1987 | 206  | 125  |

## Staff tecnico
- Allenatore: Steve Hetzel
- Vice-allenatori: James Posey, Jordi Fernández, Nate Reinking
- Preparatore atletico: Mike Gittinger